# Mateusz
Mateusz ist die polnische Form des männlichen Vornamens Matthäus. Die Koseform heißt im Polnischen Mateuszek.

## Bekannte Namensträger
- Mateusz Bartel (* 1985), polnischer Schachmeister
- Mateusz Borek (* 1973), polnischer Fußballkommentator und Sportjournalist
- Mateusz Borkowski (* 1997), polnischer Leichtathlet
- Mateusz Cetnarski (* 1988), polnischer Fußballspieler
- Mateusz Gutowski (1759–1804), polnischer katholischer Kanoniker
- Mateusz Jachlewski (* 1984), polnischer Handballspieler
- Mateusz Kobielus (* 1989), polnischer Naturbahnrodler
- Mateusz Klich (* 1990), polnischer Fußballspieler
- Mateusz Komar (* 1985), polnischer Radrennfahrer
- Mateusz Kowalczyk (* 1987), polnischer Tennisspieler
- Mateusz Kus (* 1987), polnischer Handballspieler
- Mateusz Kusznierewicz (* 1975), polnischer Segler
- Mateusz Machaj (* 1989), polnischer Fußballspieler
- Mateusz Molęda (* 1986), deutsch-polnischer Dirigent
- Mateusz Morawiecki (* 1968), polnischer Bankmanager und Politiker
- Mateusz Możdżeń (* 1991), polnischer Fußballspieler
- Mateusz Mróz (* 1980), polnischer Radrennfahrer
- Mateusz Ponitka (* 1993), polnischer Basketballspieler
- Mateusz Przybylko (* 1992), deutscher Leichtathlet
- Mateusz Rutkowski (1986–2024), polnischer Skispringer
- Mateusz Sawrymowicz (* 1987), polnischer Schwimmer
- Mateusz Siebert (* 1989), polnischer Fußballspieler
- Mateusz Śniegocki (* 1985), polnischer Poolbillardspieler
- Mateusz Sochowicz (* 1996), polnischer Rennrodler
- Mateusz Stachura (* 1985), kanadischer Biathlet
- Mateusz Taciak (* 1984), polnischer Straßenradrennfahrer
- Mateusz Wieczorek (* 1989), polnischer Biathlet
- Mateusz Zaremba (* 1984), polnischer Handballspieler
- Mateusz Żytko (* 1982), polnischer Fußballspieler